# Мартинес, Исраэль
Исраэль Мартинес (исп. José Israel Martínez Salas; родился 14 марта 1981 года в Мехико, Мексика) — мексиканский футболист, полузащитник.

## Клубная карьера
Мартинес воспитанник футбольной академии столичной «Америки». В 2003 году он дебютировал в мексиканской Примере. В своем первом сезоне он принял участие в 10 матчах, в основном выходя на замену и забил один гол. В 2004 году Исраэль перешёл в «Сан-Луис», где провёл лучшие годы своей карьеры и стал одним из ключевых футболистов команды. За клуб он отыграл 5 сезонов, приняв участие более, чем в 100 матчах и забив 11 мячей. В 2009 году «Америка» вернула своего воспитанника, подписав с Мартинесом контракт. 17 августа того же года в матче против «Атласа», Исраэль дебютирует за команду. Как в первый раз полузащитник получил роль запасного футболиста, появляясь на поле в основном на замену. В 2011 году Мартинес отправляется в «Керетаро» на правах аренды. 25 июля в поединке против «Америки», Исраэль дебютировал в новом клубе. 28 августа в матче против «Тихуаны», полузащитник забил свой первый гол за Керетаро. Летом 2012 после окончания аренды Исраэль подписал контракт с «Атланте». 11 августа во встрече против «Ягуарес», Мартинес дебютировал за новый клуб.

## Международная карьера
12 ноября 2008 года в товарищеском матче против сборной Эквадора, Мартинес дебютировал в сборной Мексики. В 2009 году в составе национальной команды он поехал Золотой Кубок КОНКАКАФ в США. На турнире он принял участие в двух матчах группового этапа против сборных Никарагуа и Панамы. В составе сборной страны Исраэль стал обладателем Золотого Кубка.

## Достижения
Международные
 Мексика
- Золотой Кубок КОНКАКАФ — 2009